# Dolna Vrachtitsa
Dolna Vrachtitsa (en macédonien Долна Враштица) est un village du sud-est de la Macédoine du Nord, situé dans la municipalité de Kontché. Le village ne comptait aucun habitant en 2002. 